# Erythrodiplax berenice
Pour les articles homonymes, voir Bérénice.
Espèce
Erythrodiplax berenice est une espèce d'insectes de la famille des Libellulidés.